# Barbu à couronne rouge
Psilopogon rubricapillus
Espèce
Statut de conservation UICN

 LC  : Préoccupation mineure
Synonymes
- Megalaima rubricapilla
- Megalaima rubricapillus

Le Barbu à couronne rouge (Psilopogon rubricapillus, anciennement Megalaima rubricapillus) est une espèce d'oiseaux de la famille des Megalaimidae.
Cet oiseau est endémique au Sri Lanka.